# Puente de Pampliega
El puente gótico del municipio de Pampliega de la ciudad española de Burgos (Castilla y León) fue intervenido en el siglo XVI y el siglo XVII y finalmente, en el siglo XVIII. Alcanza una longitud de 79,00 metros 6,50 metros de anchura y altura máxima de 4,50 metros. Sus seis vanos de fisonomía variada, apuntado, medio punto y rebajado, tienen bóvedas de cañón de sillería. Tajamares apuntados aguas arriba y rectangulares aguas abajo. Su perfi es alomado.
Se encuentra sobre el río Arlanzón en la entrada a Pampliega. Su uso original del bien es público.

## Historia y descripción
Puente de origen medieval de sillería y mampuesto, reconstruido en el siglo XVIII y con intervenciones contemporáneas de hormigón. Conserva arcos de distinta fisonomía, desde el apuntado al de medio punto y rebajado. Bóvedas de cañón de sillería. El primer arco derecho desde aguas arriba más bien es un aligeramiento en el muro de acceso. Perfil alomado. Tajamares apuntados aguas arriba y rectangulares aguas abajo.

## Autoría y escuela
A principios del seiscientos trabajaron en él los maestros Miguel de la Fuente, Pedro del Río y Francisco González de Sisniega. En 1733 Francisco Bazteguieta y Santiago Pérez realizan un ambicioso proyecto de reconstrucción cuya ejecución contrata un año después Hermenegildo de Llanderal. A mediados de la centuria Manuel del Campo y José Uribe proyectan una importante reconstrucción parcial que efectuó Diego de la Riva.

## Observaciones estilísticas
Aunque de origen gótico e intervenido en el renacimiento y en el seiscientos, su aspecto actual está ligado con la óptica barroca producto de la actuación del siglo XVIII.
Su estilo es predominantemente barroco.